# 1983 en fantasy
| Années de la fantasy : 1980 - 1981 - 1982 - 1983 - 1984 - 1985 - 1986    |
| Décennies de la fantasy : 1950 - 1960 - 1970 - 1980 - 1990 - 2000 - 2010 |

L'année 1983 a été marquée, en matière de fantasy, par les événements suivants.

## Naissances et décès

### Naissances
- 1er novembre : Tristan Bordmann, directeur de la photographie, réalisateur et auteur français de fantasy.

## Romans - Recueils de nouvelles ou anthologies - Nouvelles
- Armageddon Rag (The Armageddon Rag), roman de George R. R. Martin
- La Huitième Couleur, premier livre de la série des Annales du Disque-monde de Terry Pratchett
- Les Brumes d'Avalon, deuxième tome de la traduction française de The Mists of Avalon, roman de Marion Zimmer Bradley
- Les Dames du lac, premier tome de la traduction française de The Mists of Avalon, roman de Marion Zimmer Bradley
- Le Livre des contes perdus (The Book of Lost Tales) par J. R. R. Tolkien

## Films ou téléfilms
- Krull, réalisé par Peter Yates